# Mastigophora (Plantae)
Mastigophora, rod jetrenjarki iz porodice Mastigophoraceae, dio podreda Lophocoleineae.

## Vrste
1. Mastigophora appendiculata Steph.
2. Mastigophora attenuata (Taylor) Trevis.
3. Mastigophora caledonica Steph.
4. Mastigophora diclados (Brid. ex F. Weber) Nees
5. Mastigophora guineensis Steph.
6. Mastigophora humillima (Taylor) Trevis.
7. Mastigophora pyramidana Steph.
8. Mastigophora sepikiana Piippo
9. Mastigophora tuberculata D.H. Mill. & H.A. Mill.
10. Mastigophora valida Steph.
11. Mastigophora viridula (Nees) Trevis.
12. Mastigophora woodsii (Hook.) Nees

|  | Zajednički poslužitelj ima još gradiva o temi Mastigophora |
|  | Wikivrste imaju podatke o taksonu Mastigophora             |